# بوگاتی میسترال
بوگاتی میسترال (به انگلیسی: Bugatti Mistral) که بوگاتی دبلیو۱۶ میسترال نیز نامیده می‌شود، یک خودروی اسپورت دو سرنشینه موتور وسط است که در مولشایم فرانسه توسط خودروساز فرانسوی بوگاتی تولید می‌شود. میسترال در ۱۹ اوت ۲۰۲۲ معرفی شد و به‌عنوان سریع‌ترین رودستر در جهان به فروش می‌رسد. تحویل به مشتریان در اوایل سال ۲۰۲۴ آغاز شده است. همهٔ ۹۹ دستگاه با قیمت ۵ میلیون یورو پیش‌فروش شده‌اند.
میسترال یک مدل کابریولت برای بوگاتی شیرون نیست، بلکه یک مدل رودستر منحصربه‌فرد برای بوگاتی است که آخرین وسیله نقلیه‌ای است که از موتور دبلیو۱۶ استفاده می‌کند که با بوگاتی ویرون در سال ۲۰۰۵ معرفی شد.

## مشخصات فنی
طراحی بیرونی منحصر به فرد میسترال است و بر پایه شیرون یا آخرین مدل‌های بوگاتی نیست. این خودرو بسیار آیرودینامیک و اسپورت است اما همچنین لوکس است، چراغ‌های جلو به‌طور منحصربه‌فردی با چهار نوار روشنایی مورب طراحی شده‌اند، چراغ‌های پشت به صورت دو پیکان نشان‌دهنده نماد بوگاتی طراحی شده‌اند که همچنین بخشی از نور است. در مقایسه با نمای بیرونی، کابین مسافران بر پایه شیرون بود، به جز طراحی اهرم دنده که در آن مجسمه «فیل رقصنده» در کهربا تعبیه شده بود که توسط مجسمه‌ساز رامبراند بوگاتی، برادر اتوره بوگاتی، بنیان‌گذار بوگاتی طراحی شده بود.